# Presidente del Bundestag
El Presidente del Bundestag (en alemán: Präsident des Deutschen Bundestages o Bundestagspräsident) es el funcionario que preside las sesiones en el Bundestag, el parlamento alemán. En el orden de precedencia dentro de la escala del poder en Alemania, se le ubica después del presidente federal y antes del canciller. Desde el 25 de marzo de 2025, la actual presidenta del Bundestag es Julia Klöckner.

## Elección
El presidente del Bundestag debe ser un miembro de esta cámara, es elegido por los miembros del Bundestag luego de las elecciones federales, en una sesión dirigida por el Alterspräsident, el miembro de mayor edad del Bundestag. 

## Base legal
La base legal de este cargo está establecida en el artículo 40 de la Ley Fundamental o Constitución de la República Federal de Alemania, que establece que el Bundestag elige su presidente y vicepresidente por elección directa de sus miembros. 

## Funciones
El deber más importante del presidente es dirigir las sesiones del Bundestag. Determina el orden para hablar de los participantes, el tiempo, el orden de la sala. En caso de una falta a las reglas impuestas tiene el poder de excluir por un período de 30 días a este participante.

## Lista de presidentes
Partidos políticos
     CDU
     CSU
     SPD
| Legislatura   | N.º  | Fotografía              | Presidente/a del Bundestag                                  | Inicio del mandato      | Fin del mandato                                                                       | Duración del mandato        | Vicepresidentes/as                                                                          | Apoyo parlamentario |
| ------------- | ---- | ----------------------- | ----------------------------------------------------------- | ----------------------- | ------------------------------------------------------------------------------------- | --------------------------- | ------------------------------------------------------------------------------------------- | ------------------- |
| I (1949-1953) | 1.°  |                         | Erich Köhler Miembro por Wiesbaden                          | 7 de septiembre de 1949 | 18 de octubre de 1950                                                                 | 1 año, 1 mes y 11 días      | Carlo Schmid Hermann Schäfer                                                                | 346/402             |
| I (1949-1953) | 2.°  |                         | Hermann Ehlers Miembro por Delmenhorst-Wesermarsch          | 18 de octubre de 1950   | 7 de septiembre de 1953                                                               | 4 años y 11 días            | Carlo Schmid Hermann Schäfer                                                                | 201/325             |
| II (1953)     | 2.°  | 7 de septiembre de 1953 | Hermann Ehlers Miembro por Delmenhorst-Wesermarsch          | 29 de octubre de 1954   | Carlo Schmid Ludwig Schneider Richard Jaeger                                          | 4 años y 11 días            | 466/500                                                                                     |                     |
| II (1953)     | 3.°  |                         | Eugen Gerstenmaier Miembro por Backnang                     | 29 de octubre de 1954   | 6 de octubre de 1957                                                                  | 14 años, 11 meses y 21 días | Carlo Schmid Max Becker Richard Jaeger Ludwig Schneider                                     | -                   |
| III (1957)    | 3.°  | 6 de octubre de 1957    | Eugen Gerstenmaier Miembro por Backnang                     | 15 de octubre de 1961   | Carlo Schmid Max Becker Richard Jaeger Victor-Emanuel Preusker                        | 14 años, 11 meses y 21 días | 437/497                                                                                     |                     |
| IV (1961)     | 3.°  | 15 de octubre de 1961   | Eugen Gerstenmaier Miembro por Backnang                     | 17 de octubre de 1965   | Carlo Schmid Thomas Dehler Richard Jaeger                                             | 14 años, 11 meses y 21 días | 258/499                                                                                     |                     |
| V (1965)      | 3.°  | 17 de octubre de 1965   | Eugen Gerstenmaier Miembro por Backnang                     | 19 de octubre de 1969   | Erwin Schoettle Thomas Dehler Maria Probst                                            | 14 años, 11 meses y 21 días | 384/507                                                                                     |                     |
| VI (1969)     | 4.°  |                         | Kai-Uwe von Hassel Miembro por Steinburg – Dithmarschen Süd | 19 de octubre de 1969   | 13 de diciembre de 1972                                                               | 3 años, 1 mes y 25 días     | Carlo Schmid Liselotte Funcke Richard Jaeger                                                | 411/517             |
| VII (1972)    | 5.ª  |                         | Annemarie Renger Miembro por Schleswig-Holstein             | 13 de diciembre de 1972 | 14 de diciembre de 1976                                                               | 4 años y 1 día              | Carlo Schmid Kai-Uwe von Hassel Liselotte Funcke Richard Jaeger                             | 438/516             |
| VIII (1976)   | 6.°  |                         | Karl Carstens Miembro por Ostholstein                       | 14 de diciembre de 1976 | 31 de mayo de 1979                                                                    | 2 años, 5 meses y 17 días   | Annemarie Renger Liselotte Funcke Richard Stücklen                                          | 346/516             |
| VIII (1976)   | 7.°  |                         | Richard Stücklen Miembro por Roth                           | 31 de mayo de 1979      | 4 de noviembre de 1980                                                                | 3 años, 9 meses y 29 días   | Richard von Weizsäcker Annemarie Renger Richard Wurbs                                       | 410/469             |
| IX (1980)     | 7.°  | 4 de noviembre de 1980  | Richard Stücklen Miembro por Roth                           | 29 de marzo de 1983     | Annemarie Renger Richard Stücklen Richard Wurbs                                       | 3 años, 9 meses y 29 días   | 463/515                                                                                     |                     |
| X (1983)      | 8.°  |                         | Rainer Barzel Miembro por Paderborn                         | 29 de marzo de 1983     | 25 de octubre de 1984                                                                 | 1 año, 6 meses y 27 días    | Heinz Westphal Richard Stücklen Richard Wurbs                                               | 407/509             |
| X (1983)      | 9.°  |                         | Philipp Jenninger Miembro por Crailsheim                    | 25 de octubre de 1984   | 18 de febrero de 1987                                                                 | 4 años y 17 días            | Heinz Westphal Richard Stücklen Richard Wurbs                                               | 340/471             |
| XI (1987)     | 9.°  | 18 de febrero de 1987   | Philipp Jenninger Miembro por Crailsheim                    | 11 de noviembre de 1988 | Heinz Westphal Dieter-Julius Cronenberg Richard Stücklen Christa Nickels              | 4 años y 17 días            | 393/514                                                                                     |                     |
| XI (1987)     | 10.ª |                         | Rita Süssmuth Miembro por Göttingen                         | 11 de noviembre de 1988 | 20 de diciembre de 1990                                                               | 9 años, 11 meses y 15 días  | Heinz Westphal Dieter-Julius Cronenberg Richard Stücklen Christa Nickels                    | 380/475             |
| XII (1990)    | 10.ª | 20 de diciembre de 1990 | Rita Süssmuth Miembro por Göttingen                         | 10 de noviembre de 1994 | Helmuth Becker Dieter-Julius Cronenberg Hans Klein Wolfgang Ullmann Jutta Braband     | 9 años, 11 meses y 15 días  | 525/650                                                                                     |                     |
| XIII (1994)   | 10.ª | 10 de noviembre de 1994 | Rita Süssmuth Miembro por Göttingen                         | 26 de octubre de 1998   | Hans-Ulrich Klose Antje Vollmer Burkhard Hirsch Hans Klein                            | 9 años, 11 meses y 15 días  | 555/669                                                                                     |                     |
| XIV (1998)    | 11.° |                         | Wolfgang Thierse Miembro por Berlin                         | 26 de octubre de 1998   | 17 de octubre de 2002                                                                 | 6 años, 11 meses y 23 días  | Anke Fuchs Rudolf Seiters Antje Vollmer Hermann Otto Solms Petra Bläss                      | 512/666             |
| XV (2002)     | 11.° | 17 de octubre de 2002   | Wolfgang Thierse Miembro por Berlin                         | 18 de octubre de 2005   | Susanne Kastner Norbert Lammert Antje Vollmer Hermann Otto Solms                      | 6 años, 11 meses y 23 días  | 357/596                                                                                     |                     |
| XVI (2005)    | 12.° |                         | Norbert Lammert Miembro por Nordrhein-Westfalen             | 18 de octubre de 2005   | 27 de octubre de 2009                                                                 | 12 años y 6 días            | Wolfgang Thierse Susanne Kastner Hermann Otto Solms Gerda Hasselfeldt Katrin Göring-Eckardt | 564/607             |
| XVII (2009)   | 12.° | 27 de octubre de 2009   | Norbert Lammert Miembro por Nordrhein-Westfalen             | 22 de octubre de 2013   | Wolfgang Thierse Hermann Otto Solms Petra Pau Katrin Göring-Eckardt Gerda Hasselfeldt | 12 años y 6 días            | 522/617                                                                                     |                     |
| XVIII (2013)  | 12.° | 22 de octubre de 2013   | Norbert Lammert Miembro por Nordrhein-Westfalen             | 24 de octubre de 2017   | Peter Hintze Edelgard Bulmahn Ulla Schmidt Petra Pau Claudia Roth Johannes Singhammer | 12 años y 6 días            | 591/625                                                                                     |                     |
| XIX (2017)    | 13.° |                         | Wolfgang Schäuble Miembro por Offenburg                     | 24 de octubre de 2017   | 26 de octubre de 2021                                                                 | 4 años y 2 días             | Thomas Oppermann Wolfgang Kubicki Petra Pau Claudia Roth Hans-Peter Friedrich               | 501/704             |
| XX (2021)     | 14.ª |                         | Bärbel Bas Miembro por Duisburg I                           | 26 de octubre de 2021   | 25 de marzo de 2025                                                                   | 3 años, 4 meses y 30 días   | Aydan Özoğuz Yvonne Magwas Katrin Göring-Eckardt Wolfgang Kubicki Petra Pau                 | 576/724             |
| XXI (2025)    | 15.ª |                         | Julia Klöckner Miembro por Kreuznach                        | 25 de marzo de 2025     | En el cargo                                                                           | 2 meses y 1 día             | Josephine Ortleb Omid Nouripour Bodo Ramelow Andrea Lindholz                                | 382/622             |